# Tema de Colonea

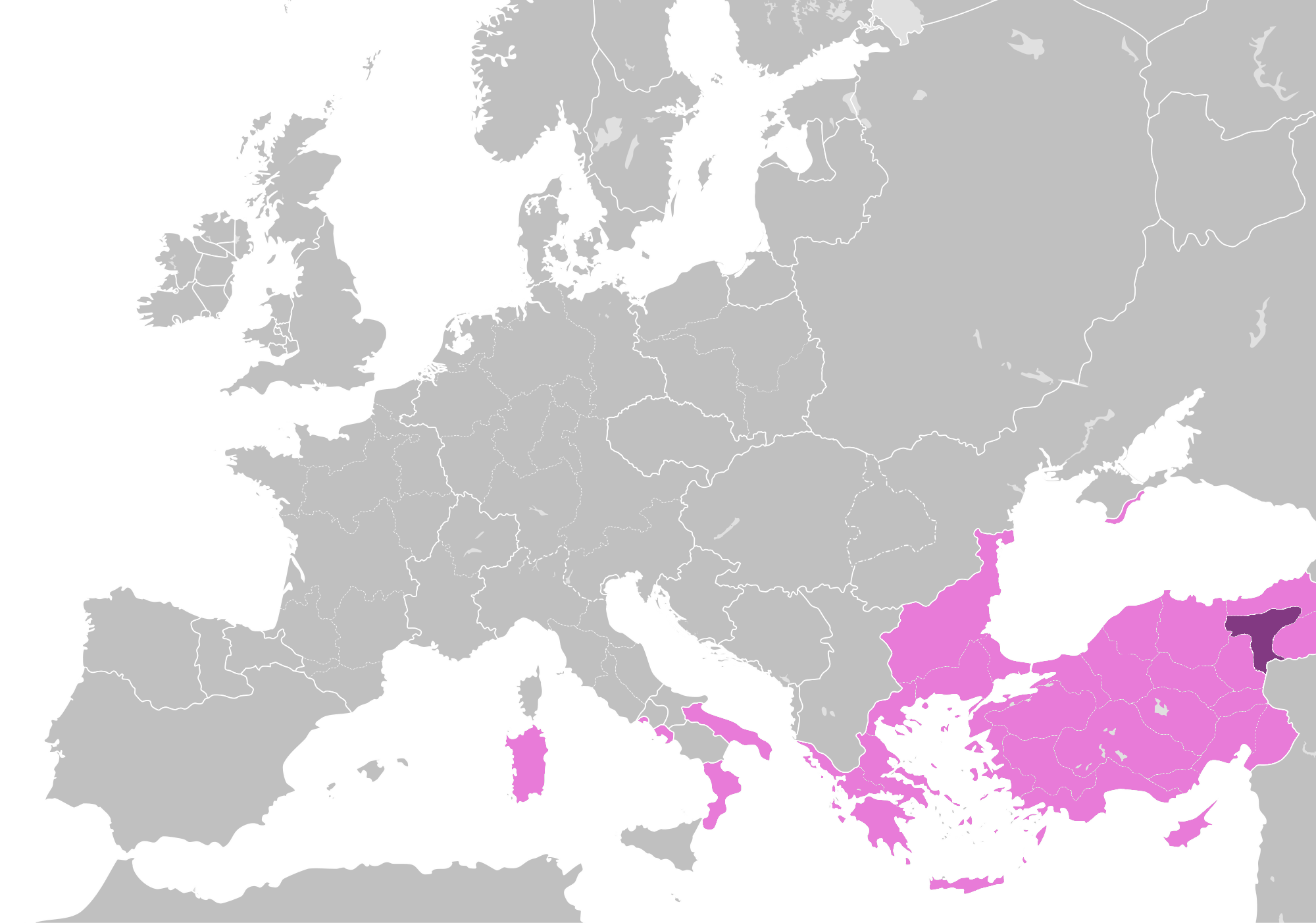
Mapa del tema de Colonea

El tema de Colonea (griego: θέμα Κολωνείας, Koloneia) fue una provincia de civil-militar (tema) del Imperio bizantino localizada en el norte de Capadocia y el sur del Ponto, en la actual Turquía.  
Fue fundada en algún momento de mediados del siglo IX y sobrevivió hasta su conquista por los turcos selyúcidas después de la batalla de Manzikert en 1071.

## Historia
Originalmente formaba parte del thema de Armenia, siendo formado a partir del núcleo de la ciudad de Colonea en el río Lykos (actual Şebinkarahisar). El tema está atestiguado por primera vez en 863, pero aparentemente había existido como distrito separado en fechas anteriores. Nikolaos Oikonomides interpreta una referencia del geógrafo árabe al-Masudi para afirmar que fue inicialmente una kleisoura (un distrito de frontera fortificado). Además, una versión de la Vida de los 42 Mártires de Amorium menciona que el emperador Teófilo (r. 829-842) nombró a cierto spatharios llamado Kallistos como su dux sobre 842, haciéndolo la fecha probable de conversión en tema (junto a la vecina Caldia).
Su ubicación remota la preservó de las incursiones árabes, excepto una por parte de Sayf al-Dawla en 939/940. En 1057, el regimiento local, bajo Katakalon Kekaumenos, apoyó la revuelta de Isaac I Comneno. En 1069, el tema fue ocupado por el mercenario normando sublevado Roberto Crispin. La región cayó ante los turcos selyúcidas pronto después de la batalla de Manzikert en 1071.

### Ubicación
En el De Thematibus, el emperador Constantino VII (r. 913–959) describe el tema como una pequeña circunscripción que abarcaba aparte de Coloena, Neocaesarea en el este, Arabraca, Monte Phalakros (probablemente el actual Karaçam Dağı), Nicopolis y Tephrike. También comprendía dieciséis fortalezas que no se nombraban. Finalmente se registra que su padre, León VI el Sabio (r. 886–912), separó el Turma de Kamacha de Colonea para formar (junto con Keltzene) el nuevo tema de Mesopotamia.